# Pytláci (Četníci z Luhačovic)
Pytláci je úvodní díl českého televizního seriálu Četníci z Luhačovic. Zahajuje dvanáctidílnou kriminální sérii z prostředí počátků prvorepublikové československé policie na jihomoravském lázeňském maloměstě. Česká televize jej premiérově uvedla v pátek 6. ledna 2017 v hlavním večerním čase na stanici ČT1 a po něm celou řadu s týdenní periodou až do 24. března téhož roku.

## Obsazení
| Pavel Zedníček  | Hans Gebert, starší četník                         |
| Robert Hájek    | desátník Martin Láska, nastupující četník          |
| Martin Donutil  | desátník Zdeněk Cmíral, nastupující četník         |
| Robert Jašków   | Václav Stavinoha, velitel četníků                  |
| Pavla Tomicová  | Růžena Hejkalová, hospodyně                        |
| Ondřej Malý     | Josef Hejkal, obecní strážník                      |
| Dana Batulková  | Hortenzie Cmíralová, Zdeňkova matka                |
| Igor Bareš      | Oldřich Janota, soudce                             |
| Vica Kerekes    | Anna Vaňková, bývalá holka ze šantánu              |
| Ivana Korolová  | Stáňa Hejkalová, dcera Josefa a Růženy Hejkalových |
| Marie Ludvíková | Magdaléna Rajská, provozovatelka šantánu           |
| Přemysl Bureš   | Otakar Lojzák, hajný                               |
| Martin Stránský | Ludvík Zikmund, nový vlastník Hotelu Popper        |
| Martin Sitta    | Libor Vaněk, otec Anny, pomocník hajného           |
| Martin Trnavský | Karel Šilhán, provozní vedoucí Hotelu Popper       |

Dále v epizodě hráli: Patrik Böhm, Vladimír Hauser, Hana Holišová, Alois Knecht, Tomáš Kvoch, Táňa Malíková, Miloslav Maršálek, Jiří Maryško, Marek Pospíchal, Dušan Sitek, Luděk Randár, Kateřina Sedláková, Tomáš Sýkora, Milan Šindelář, Kamil Švejda, Dalibor Vinklát, psi Ira a Roxy (pod vedením Heleny Cynkové) a další.

## Děj
Píše se březen 1919. Sedlák najde ráno na posedu mrtvého myslivce Kalvodu, pod ním na zemi leží flinta. Mezitím sedí ve vlaku dvojice mladých vojenských rekrutů Martin Láska a Zdeněk Cmíral, kteří mají nastoupit na zkoušku jako četníci v Luhačovicích. Martin se chlubí švýcarskými hodinkami po dědovi, jež zdědil po bratrovi, který padl na frontě. Po příjezdu jsou na nádraží svědky scény, jak strážmistr pronásleduje prchající ženu. Odloží tedy kufry a přidají se k honitbě. Daleko za nimi zaostává postarší belhající strážmistr 1. třídy Hans Gebert. Obecní strážník Pepík Hejkal mezitím vyhání žebráka z náměstí, když k němu všichni doběhnou, ale po pronásledované syfilitičce Vaňkové ze šantánu už se zem slehla. Gebert s mladíky se tedy vrátí na nádraží a přednosty stanice Krakla se ptá po synovi Karlovi. Nováčci ale mají vykradené kufry. A když je Gebert přivede k domu Vaňkové, Láska u ní objeví i své hodinky. Jenže sama šantánová holka prchne a zbude po ní jen Karel – ten jí pomohl k útěku a pak jí přinesl i lup z rekrutských kufrů, za což mu byla odměnou ztráta panictví... a nádavkem nemoc.
Když se konečně dva nováčci pod vedením Geberta dostaví spořádaně na policejní stanici, najdou tam už zase strážníka Hejkala, jak za pomoci dcery Stáni instaluje nový český znak se lvem. A čeká je velitel Stavinoha s výčitkou za uprchlou Vaňkovou i s novým případem – zastřeleným myslivcem Kalvodou kdesi pod Trojmezím. Když ovšem dorazí k posedu, najdou jen klobouk, zatímco mrtvolu už odváží muži z města na žebřiňáku ke hřbitovní kapli. Hajný Lojzák se domnívá, že opilec a dlužník Kalvoda spáchal sebevraždu. To už dorazí kočárem na místo soudce s velitelem Stavinohou, kteří se přikloní k témuž názoru (najdou u něj list z básnické knihy Františka Gellnera Radosti života a považují to za formu dopisu na rozloučenou). Ale nováčci nesouhlasí, jimi zjištěné stopy to nepotvrzují. Každopádně si počkají na doktora Ziegelbauera, až provede ohledání. Mezitím je v kasárnách na strážnici ubytuje strážníkova dcera Stáňa.
Ráno už mají lékařskou zprávu, která potvrzuje verzi o vraždě, veliteli Stavinohovi to ale radost nedělá. Rozhodne se případ vyšetřit sám a nováčky pošle najít uprchlou Vaňkovou. Ti ještě před odchodem natrefí na hospodyni Hejkalovou, strážníkovu ženu a maminku Stáni. Mezitím na náměstí přemítají Stavinoha s Gebertem, kdo a proč by zabíjel někdejšího válečného udavače Kalvodu tak, aby to vypadalo na sebevraždu. Zatímco mladí sbírají rozumy od šéfové a holek v šantánu o Vaňkové, na jejího otce, někdejšího pytláka, který kdysi seděl na základě anonymního (možná Kalvodova) udání, si Stavinoha s Gebertem počkali před domem. Jenže Libor Vaněk, sotva je uvidí, dá se na útěk. V noci se tedy vypraví Láska s Cmíralem k Vaňkovu domu, aby ověřili, jestli se v něm někdo zdržuje – mladá Vaňková je ovšem zase přechytračí a uteče. Zatím si Gebert jde ověřit do Kalvodova bydliště, jestli jeho písmo odpovídá oněm anonymním udavačským dopisům. To však neodpovídá, a navíc tam najde jak Gellnerovu knihu (stránka v ní ovšem nechybí), tak i zápalky z místního luxusního Hotelu Popper.
Dalšího rána pošle Gebert chlapce do hotelu. Provozní vedoucí Šilhán jim je plně k dispozici, ale když je chvíli nechá o samotě, vyzví od vrchního Halouška z hotelové restaurace, že Kalvoda k nim často chodil a útratu měl na účet podniku. Navíc objeví v jídelním lístku spoustu zvěřiny. Provozní ale všechno zapře. A to si ani nestihli všimnout, že nádobí v kuchyni myla mladá Vaňková – znovu jim proklouzla pod nosem. Na strážnici pak rozvíjí hypotézu, že Kalvodu zastřelil Vaněk, ovšem kvůli neshodám kolem pytlačení pro hotel. Velitel je tedy pošle zatknout Vaňka. Ten je k sobě s pomocí prostředníka dokonce sám návede, ovšem proto, aby jim dokázal, že je nevinný a že i v minulosti na něj to udání za pytláctví někdo narafičil. Ukáže jim dopis, kterým ho někdo zve týž den v noci na Trojmezí, kousek od Kalvodova osudného posedu, pokud se chce dovědět, kdo na něj hodil kdysi to pytláctví.
A jiný anonymní dopis se objeví taky na strážnici – že mohou četníci v noci dopadnout Vaňka na Trojmezí. Gebert se s nováčky vydá důkladně prozkoumat posed, kde mimo jiné najdou lahev značkového koňaku z Hotelu Popper. Přitom ale uslyší výstřel. A už je mají: přistihnou hotelového provozního Šilhána spolu s hajným Lojzákem, jak kuchají ulovenou zvěř. Ještě před zátahem na Vaňka tak předvedou svému veliteli na stanici oba muže a k nim i Vaňka, který se vydal četníkům dobrovolně. Všichni stráví noc za mřížemi a ráno jdou četníci s Vaňkem prohledat dům. Nenajdou nic kromě koltu, který je však jen památeční a dlouho se z něj nestřílelo. Protože však Vaněk dál mlčí o své dceři, ještě si ho podrží v cele. Na stanici pak přijde mladý Karel Krakl nahlásit, že viděl za Hotelem Popper Vaňkovou. Gebert s oběma desátníky si jdou pro ni a po útěku z kuchyně ji najdou až v tajném sklepě, kde odhalí i ulité zásoby alkoholu a zvěřinu schovávané majitelem hotelu. Vrchní Haloušek přizná, že sklep zásoboval hajný Lojzák s provozním Šilhánem.
Zatímco Stavinoha vyslýchá Lojzáka se Šilhánem, nováčci jim prohledali byty a našli množství luxusních zásob, peněz a cenností. Spolu se soudcem Janotou nakonec oba usvědčí a později si přijdou i pro čerstvého majitele Hotelu Popper Ludvíka Zikmunda. A v jeho kanceláři mezi účetními knihami najdou i zastrčenou knihu Gellnerových básní s chybějící stránkou jako usvědčující důkaz. Zatímco oba zasloužilí četníci se soudcem připíjí na uzavřený případ, Láska s Cmíralem eskortují Vaňkovou na vlak do Brna, kde by měla nastoupit léčbu své nemoci. Jenže ta je znovu přechytračí a prchá.

## Produkce
Seriál natáčelo brněnské studio České televize v letech 2014–2016, přičemž tento díl vznikl mezi prvními. Po revizi pořízeného materiálu a přestavbě produkčního týmu však následovaly v druhé fázi v létě 2015 ještě dotáčky.

## Přijetí
Premiérové vysílání dílu sledovalo 1 843 tisíc diváků.